# Miejski Stadion Lekkoatletyczny w Częstochowie
Miejski stadion lekkoatletyczny w Częstochowie – stadion lekkoatletyczny w Częstochowie, w dzielnicy Tysiąclecie. Administrowany jest przez Miejski Ośrodek Sportu i Rekreacji w Częstochowie. Obiekt został wybudowany w 1965 roku, z funduszu Totalizatora Sportowego.

## Historia
Teren na którym znajduje się stadion od 1907 r. przylegał do budynków zwanych koszarami Zawady, wzniesionymi przez właściciela zakładu ogrodniczego Karola Zawadę. W okresie od 1914 do 1916 r. koszary były opuszczone, a plac apelowy wykorzystywano do rozgrywania meczów piłkarskich. We wrześniu 1915 r. rozegrano mecz pomiędzy drużyną Czenstochovia i zespołem złożonym z pracowników fabryki Peltzerów. Na początku lat 20 XX w. na boisku trenowały sekcje piłkarska i lekkoatletyczna CKS Orlęta. Dopiero działalność Wojskowego Klubu Sportowego 27 pp nadała boisku charakter obiektu sportowego. 24 czerwca 1923 r. na obiekcie odbył się miting lekkoatletyczny, w którym w dwunastu konkurencjach rywalizowało siedem częstochowskich klubów. Klub był gospodarzem rozgrywanych co roku mistrzostw lekkoatletycznych 7 Dywizji Piechoty. W rozgrywkach w 1925 r. brały udział drużyny: 7 pap, 27 pp oraz 74 pp.
Podczas okupacji niemieckiej, w latach 1941–1945, koszary Zawady wraz z przylegającym do nich placem apelowym i stadionem sportowym były ogrodzone drutem kolczastym. Niemcy urządzili tu → Stalag 367 Nordkaserne – obóz jeniecki, w którym od 1941 przetrzymywano żołnierzy sowieckich, a od 1943 włoskich. W październiku 1946 r. Zarząd miasta Częstochowy przekazał teren w długoletnią bezpłatną dzierżawę Międzyszkolnemu Klubowi Sportowemu Legion. Od tej pory, głównie siłami młodzieży tego klubu, a od 1948 (po połączeniu Legionu z Częstochowskim Klubem Sportowym) Koła Sportowego Brygada starano się doprowadzić do użytku zdewastowany przez wojnę obiekt. W 1949 i 1950 młodzież organizowała na bieżni stadionu wyścigi motocyklowe. W 1956 gospodarzem obiektu stał się Częstochowski Klub Sportowy Budowlani. Klub był wielosekcyjny, dopiero u progu lat 60 XX w. zaczęła dominować w nim lekkoatletyka. 
W latach 1962–66 doszło do gruntownego remontu stadionu, przebudowa została wykonana według projektu i pod nadzorem inż. Henryka Sącińskiego, lekkoatlety, później działacza klubu. Wykonano bieżnię szutrowo-żwirową, skocznie i rzutnie, a także boiska do gier zespołowych – siatkówki i koszykówki, wybudowano trybuny dla 3 tysięcy osób.

## Obecnie
W październiku 2000, po 12 miesięcznej modernizacji został przekazany w administrację MOSiR w Częstochowie. Nawierzchnia szutrowa została zastąpiona nowoczesną nawierzchnią tartanową spełniającą wymagania przepisów IAAF i PZLA dotyczących przeprowadzania zawodów krajowych i zagranicznych.
Obecnie obiekt posiada 6 torową 400 metrową bieżnię oraz 8 torów sprinterskich. Zadaszona trybuna stadionu składa się z 11 sektorów z 894 miejscami siedzącymi. Obiekt przystosowany jest dla osób niepełnosprawnych.
Odbywa się tu szereg imprez sportowych i rekreacyjnych, począwszy od zawodów szkolnych, aż do mitingów, w których biorą udział gwiazdy światowej lekkoatletyki.
Kierownikiem obiektu jest lekkoatletka, Małgorzata Rydz.
Dojazd autobusami komunikacji miejskiej (13, 15, 16, 26) oraz tramwajem (przystanek znajduje się ok. 500m od stadionu).